# Upadana
El término sánscrito y pali upadana es utilizado en el budismo y en el hinduismo, que significa "combustible, causa material, 
o sustrato" que es la fuente y medio para mantener energizado un proceso activo; el cual en el budismo hace igualmente referencia al concepto de "apego o aferramiento" al mundo ilusorio de la realidad material.

## Upadana en el budismo
En el budismo se llama upadana al apego (un enlace crítico con el sufrimiento).
En pali, upādāna significa ‘aferrarse’, ‘unión’ o ‘agarrar’, aunque su significado literal es ‘consumir’.
Los budistas consideran que el upādāna (‘apego’) y el trisna (‘deseo’) son las dos causas primeras del sufrimiento (dukkha). El cese (nirodha) del apego lleva al nirvana.

## Upadana en el hinduismo
En el hinduismo se llama upadana a la manifestación material del Brahman, y significa ‘base material’ o ‘causa material’.

## Palabra sánscrita
- upādāna, en el sistema AITS (alfabeto internacional para la transliteración del sánscrito).[2]
- उपादान, en escritura devanagari del sánscrito.[2]
- Pronunciación:
  - /upadána/ en sánscrito[2] o bien
  - /upadán/ en varios idiomas modernos de la India (como el bengalí, el hindí, el maratí o el palí).
- Etimología: proviene del verbo upā-dā: ‘por encima de «dar»’, o sea, recibir, aceptar, ganar, adquirir, apropiarse de uno mismo, llevarse, robar.[2]
Otras acepciones:
  - upādāna: el acto de toma de uno mismo, apropiarse de uno mismo; según el Majabhárata (texto épico-religioso del siglo III a. C.) y las Leyes de Manu.
  - upādāna: percibir, darse cuenta, aprender, adquirir [conocimiento]; según el Jitopadesa y según textos de Vopadeva.
  - upādāna: aceptar, permitir, incluir, empleo, utilización; según el Sajitia-darpana, el Sarva-dárshana-samgraja y los textos de Kapila.
  - upādāna: decir, hablar, mencionar, enumerar; según el Vedanta-sara, el Káshika-vriti y el Siddhanta-kaumudi.
  - upādāna: abstraer, retirar [los órganos de los sentidos del mundo exterior]; según lexicógrafos (tales como Amara Simja, Jalaiuda, Jema Chandra, etc.).
  - upādāna ―según el budismo―: aferrarse o engancharse a la existencia (apego causado por trisna (‘sed’, el deseo), y que causa bhava, nuevos nacimientos).
  - upādāna ―según la doctrina de Ramanuya― preparación (de perfumes, flores, etc. como uno de los cinco elementos de la adoración); según el Sarva-dárshana-samgraja.
  - upādāna: causa, motivo, causa material, un material de cualquier tipo; según el Samkhia-karika, el Vedanta-sara y los textos de Kapila.
  - upādāna: ofrecimiento, presente; según lexicógrafos (tales como Amara Simja, Jalaiuda, Jema Chandra, etc.).